# Sägeracken

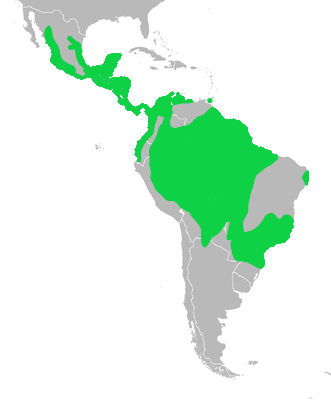
Das Verbreitungsgebiet der Motmots in Mittel- und Südamerika

Die Sägeracken oder Motmots (Momotidae) sind eine kleine Familie von Vögeln aus der Ordnung der Rackenvögel (Coraciiformes).
Die Familie der Sägeracken umfasst sechs Gattungen mit vierzehn Arten.

## Aussehen
Das Aussehen dieser Vögel ist unverwechselbar. Der Körperbau ist robust, die Beine sind relativ lang. Die mittleren Schwanzfedern sind verlängert, was das markanteste Merkmal dieser Vögel ist. Bei einigen Arten fehlt ein großer Teil der Fahne dieser Federn, und erst am Ende wird eine spatelförmige Fahne ausgebildet. Die Größe variiert bei den verschiedenen Arten sehr stark: Der Zwergmotmot (Hylomanes momotula), die kleinste Art, hat eine Gesamtkörperlänge von 19 Zentimetern, während die größte Art, der Blauscheitelmotmot (Momotus momota), eine Länge von 53 Zentimetern erreicht. Das Gewicht variiert von 30 bis 200 Gramm. 
Der Schnabel ist kräftig gebaut, recht lang und leicht nach unten gebogen. Die Form ist bei den einzelnen Arten unterschiedlich, so kann er auch sehr breit und flach sein. Der Schnabel ist, außer beim Zwergmotmot, am Rand gesägt. 
Sägeracken sind recht bunte Vögel. Der Rücken ist oft grün, die Bauchpartie oft rotbraun, der Kopf weist meistens farbige Muster auf. 
Die Geschlechter unterscheiden sich äußerlich kaum – der Schwanz ist beim Männchen jedoch meistens etwas länger. Jungvögel weisen meistens eine mattere Kopfmusterung auf, ansonsten sind sie den Erwachsenen sehr ähnlich.

## Verbreitung und Lebensraum
Die Sägeracken kommen in den tropischen Regionen Mittel- und Südamerikas vor – ihr Verbreitungsgebiet reicht von Mexiko bis nach Nordargentinien. Auf den karibischen Inseln fehlen sie weitgehend, sie sind hier nur auf Trinidad und Tobago zu finden.
Die Sägeracken bewohnen hauptsächlich dichte Tieflandwälder, aber auch Waldlichtungen. Eine Besonderheit gibt es hier beim Blaukehlmotmot (Aspatha gularis), der die Nebel- und Mischwälder des Hochlandes bewohnt. 
Zwar sind Motmots in ihrem Lebensraum noch zahlreich, sie sind aber durch die zunehmende Vernichtung der Regenwälder bedroht. 

## Ernährung
Die Sägeracken ernähren sich von Früchten und Kleintieren wie kleinen Eidechsen oder Insekten. Letztere erbeuten sie häufig im Flug.
Zum Jagen sitzen Sägeracken auf einer Warte. Nachdem sie Beute erspäht und gefangen haben, tragen sie diese normalerweise zur Warte zurück und schlagen sie mehrmals gegen einen Ast, bevor sie die Beute verspeisen.
Manchmal folgen sie Wanderameisen, um fliehende Insekten zu vertilgen.

## Fortpflanzung
Die Vögel leben monogam. Die Nester legen sie in Brutröhren an, die beide Geschlechter gemeinsam etwa an Uferböschungen graben. Das Weibchen legt 2 bis 4 weiße Eier. Beide Eltern kümmern sich um die Brut, die nach 20 Tagen schlüpft. Etwa 30 Tage nach dem Schlüpfen verlassen sie das Nest. 
Manche Arten brüten in Kolonien von bis zu 40 Paaren. 

## Gattungen und Arten
- Hylomanes
  - Zwergmotmot (Hylomanes momotula)
- Aspatha
  - Blaukehlmotmot (Aspatha gularis)
- Electron

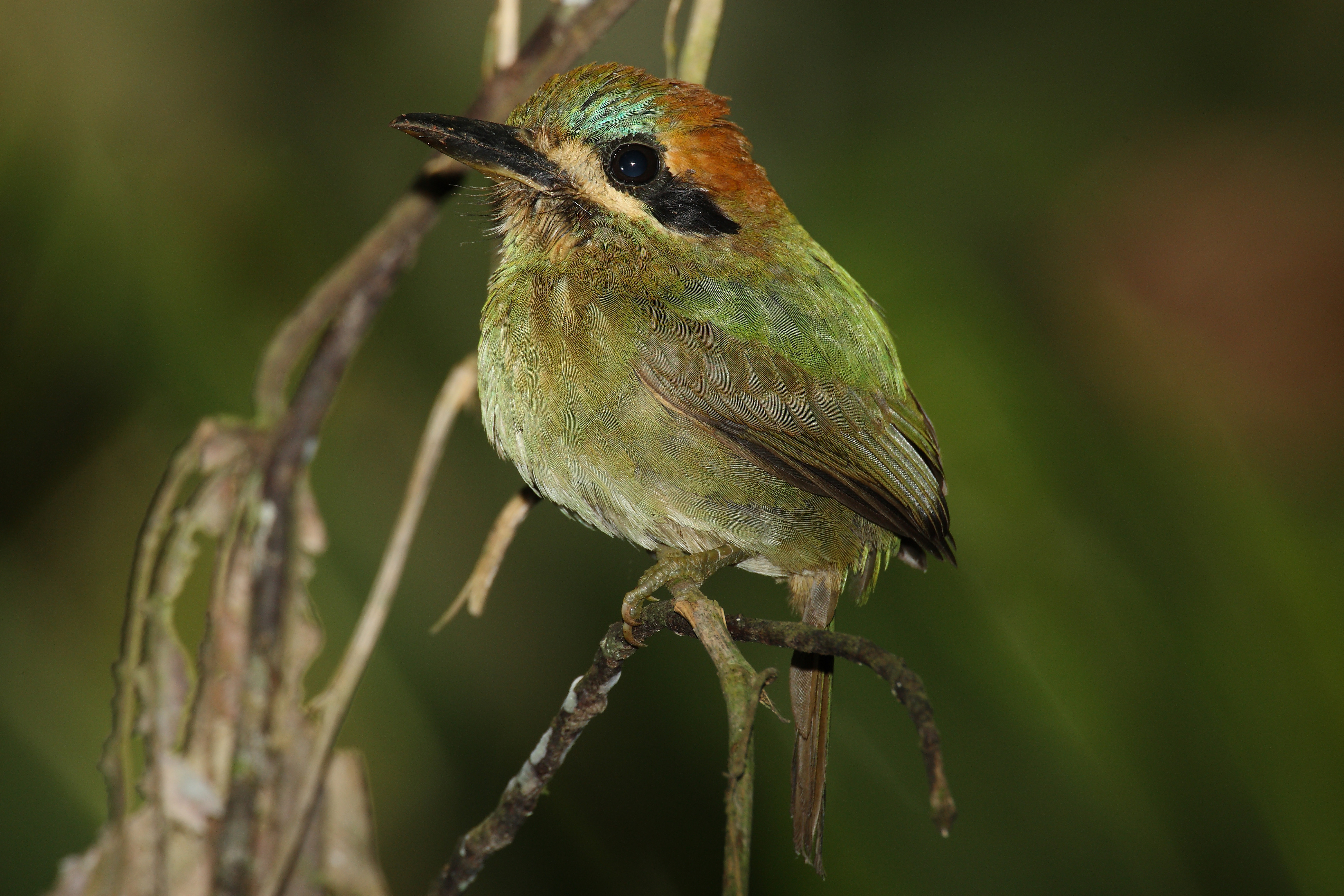
Zwergmotmot (Hylomanes momotula)

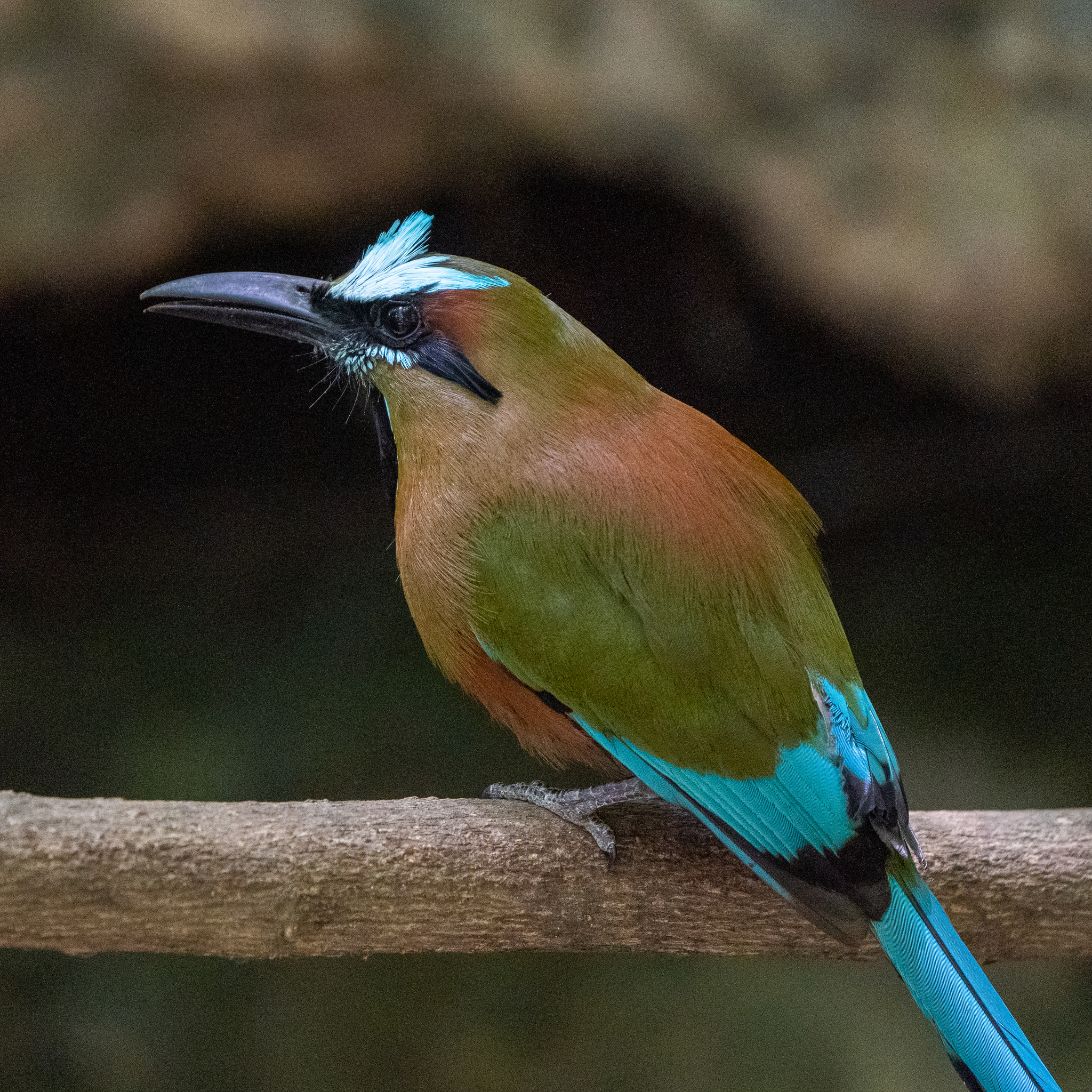
Türkisbrauenmotmot (Eumomota superciliosa)

  - Plattschnabelmotmot (Electron platyrhynchum)
  - Kielschnabelmotmot (Electron carinatum)
- Eumomota
  - Türkisbrauenmotmot (Eumomota superciliosa)
- Baryphthengus
  - Zimtbrustmotmot (Baryphthengus martii)
  - Rotkopfmotmot (Baryphthengus ruficapillus)
- Momotus
  - Braunscheitelmotmot (Momotus mexicanus)
  - Blauscheitelmotmot (Momotus coeruliceps)
  - Diademmotmot (Momotus lessonii)
  - Rötelbauchmotmot (Momotus subrufescens)
  - Trinidadmotmot (Momotus bahamensis)
  - Amazonasmotmot (Momotus momota)
  - Hochlandmotmot (Momotus aequatorialis)